# Speocera bosmansi
Speocera bosmansi là một loài nhện trong họ Ochyroceratidae. Loài này phân bố ở Celebes.